# Scleria macrophylla
Scleria macrophylla là loài thực vật có hoa trong họ Cói. Loài này được J.Presl & C.Presl miêu tả khoa học đầu tiên năm 1828.